# Châteauneuf-d'Ille-et-Vilaine

Châteauneuf-d'Ille-et-Vilaine este o comună în departamentul Ille-et-Vilaine, Franța. În 1 ianuarie 2022 avea o populație de 1.679 de locuitori.